# Cedrus
Los cedros  constituyen un género (Cedrus) de coníferas pináceas. Son árboles de gran tamaño, de madera olorosa y copa cónica o vertical, muy utilizados para ornamentación de parques. Poseen una distribución disjunta: norte de África, Medio Oriente y el Himalaya (1500–3200 m en los Himalayas; y, 1000–2200 m en el Mediterráneo.).
El cedro es el árbol nacional del Líbano y su silueta figura en la bandera de este país y en su escudo.

## Etimología
Tanto la palabra latina cedrus como el nombre genérico cedrus derivan del griego κέδρος kédros. El griego y el latín antiguos usaban la misma palabra, kédros y cedrus, respectivamente, para diferentes especies de plantas que ahora se clasifican en los géneros Cedrus y Juniperus (enebro). Las especies de ambos géneros son nativas de la zona donde se originaron la lengua y la cultura griegas, aunque como la palabra kedros no parece derivar de ninguna de las lenguas de Oriente Medio, se ha sugerido que originalmente se aplicaba a las especies griegas de enebro y que posteriormente se adoptó para las especies que ahora se clasifican en el género Cedrus debido a la similitud de sus maderas aromáticas. El nombre se aplicaba de forma similar al cidro Citrus medica, y la palabra cítrico deriva de la misma raíz.

## Especies
Existen cuatro especies de cedros:
- Cedro del Líbano, Cedrus libani A.Rich.
- Cedro del Atlas, Cedrus atlantica (Endl.) G.Manetti ex Carrière
- Cedro de Chipre, Cedrus brevifolia Henry
- Cedro del Himalaya, Cedrus deodara (Roxb. ex D.Don) G.Don.

La clasificación taxonómica de los cedros es objeto de discusión. Algunos botánicos reducen las cuatro especies a tres, considerando que el cedro de Chipre es una subespecie del cedro del Líbano (Cedrus libani subsp. brevifolia). Otros creen que el cedro del Atlas es también una subespecie del cedro del Líbano (Cedrus libani subsp. atlantica) y limitan a dos el número de especies.

### Cedro del Líbano
Crece en las áreas montañosas de la región mediterránea, desde Turquía y el Líbano hasta Marruecos. Posee dos subespecies: el cedro del Líbano (Cedrus libani subsp. libani; Líbano, oeste de Siria y sur-centro de Turquía) y el cedro de Turquía (Cedrus libani subsp. stenocoma; sudoeste de Turquía).

### Cedro del Atlas
Originario del norte de África (Argelia, Marruecos). Abunda sobre todo en los Aurés.

### Cedro de Chipre
Es la más rara de las especies (o subespecies) de cedro y sólo se encuentra en las montañas Troodos de la isla de Chipre.1.952 m s. n. m.

### Cedro del Himalaya
Crece en el oeste del Himalaya (India, Pakistán, Cachemira, Nepal y Afganistán), en pendientes entre los 1300 y 2500 metros  de altitud.

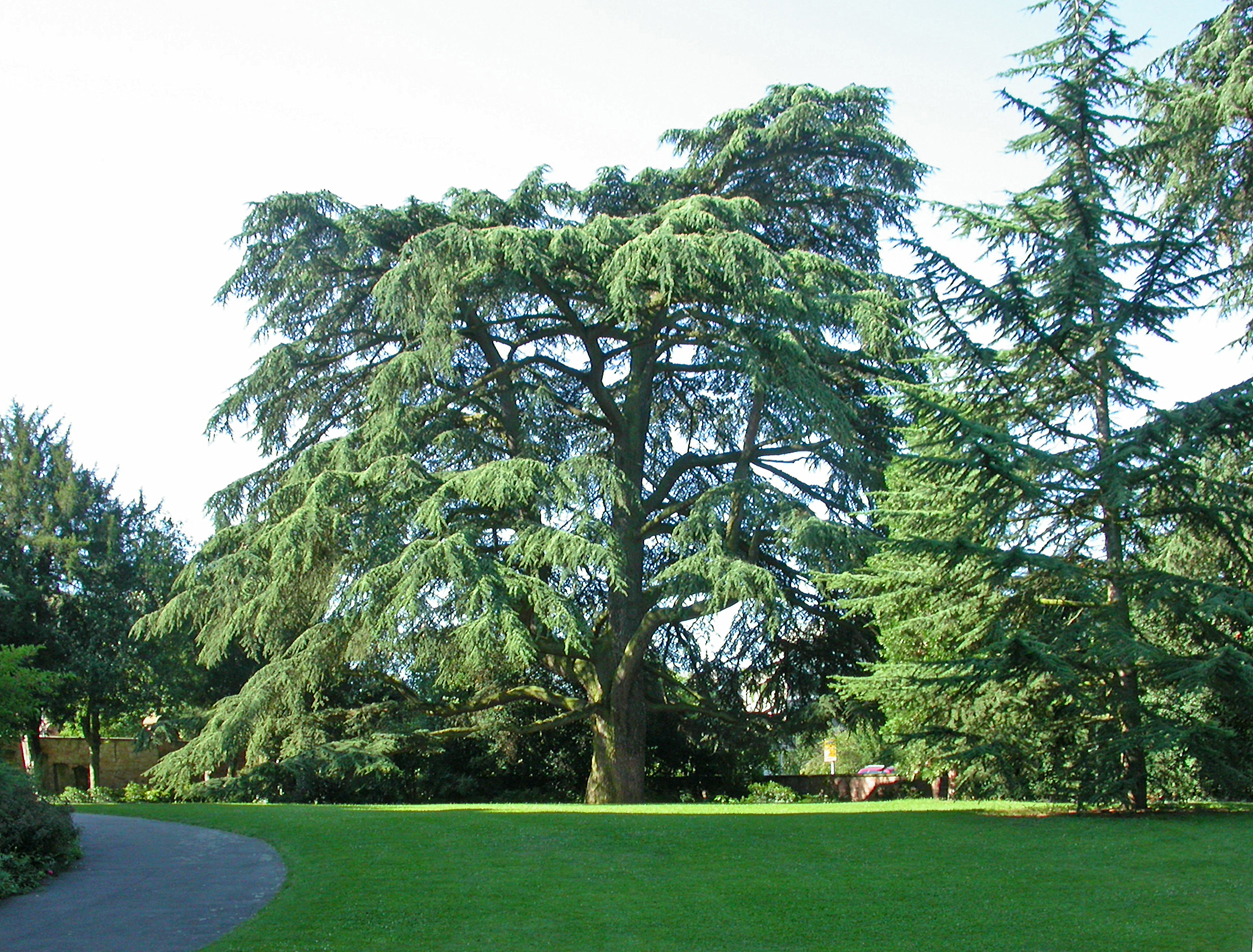
Cedro del Líbano
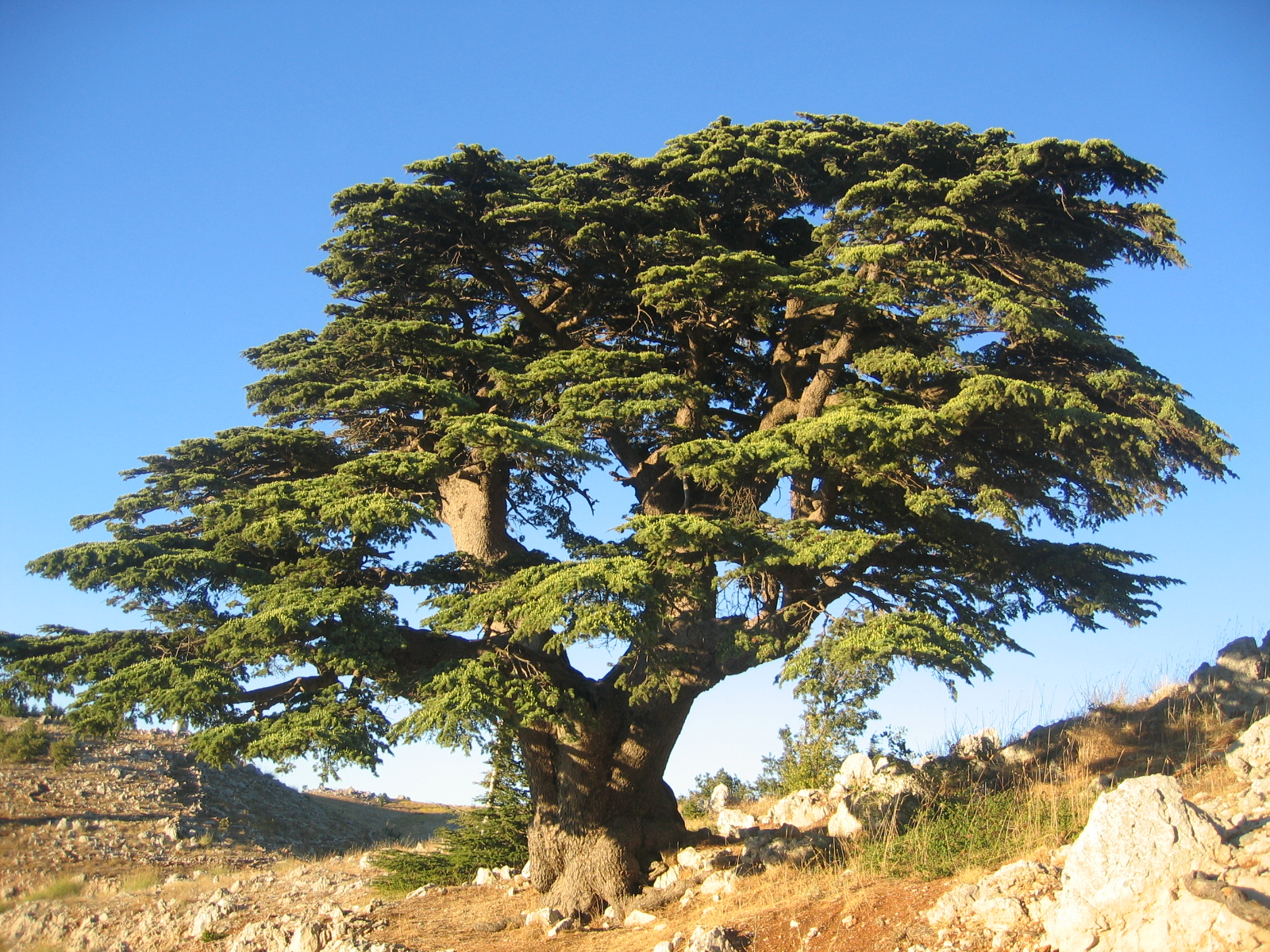
Cedro del Líbano
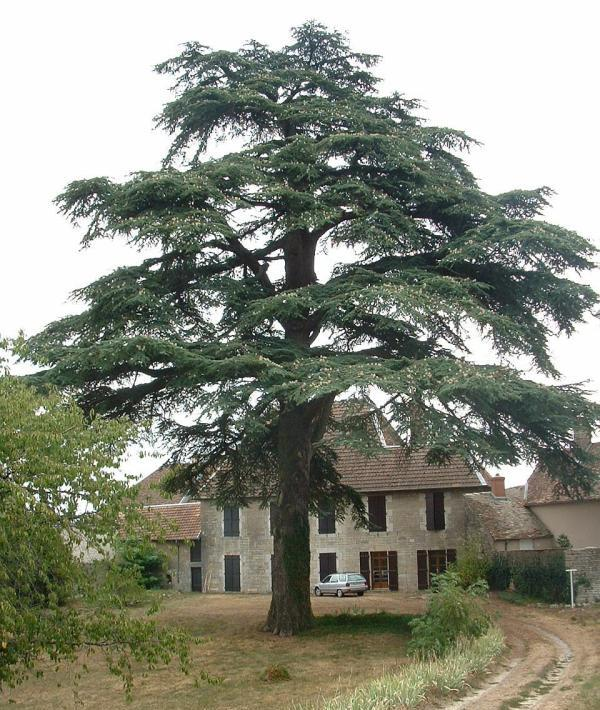
Cedro del Líbano
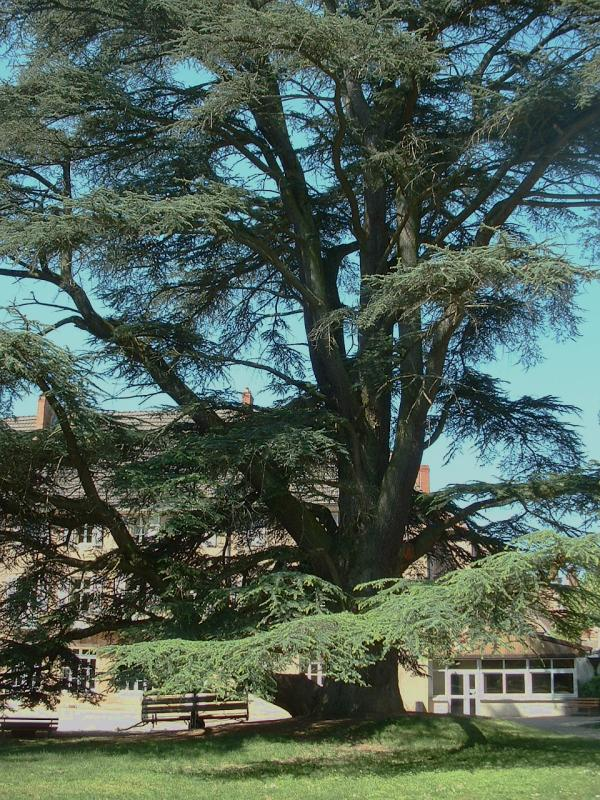
Cedro del Atlas
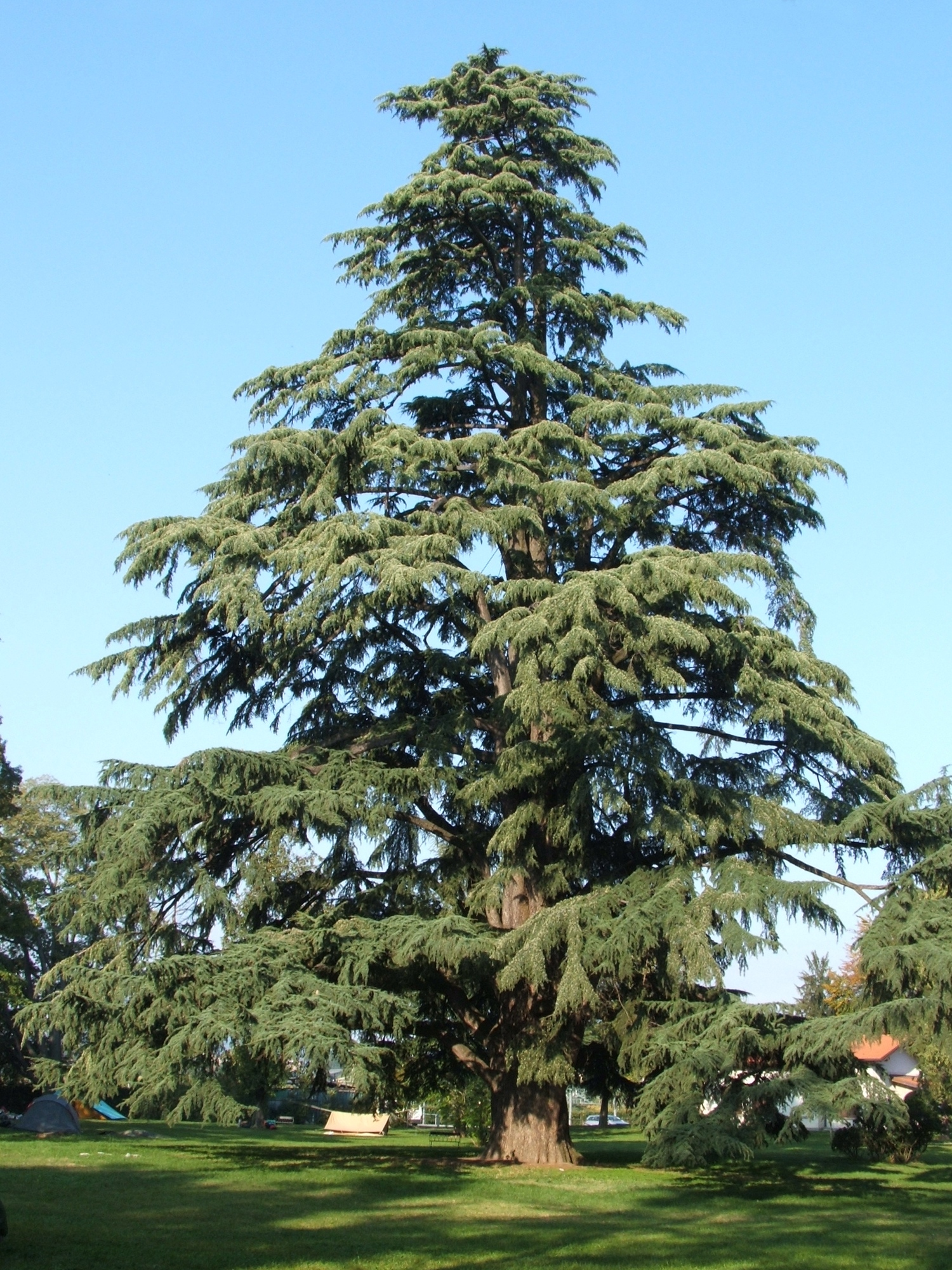
Cedro del Himalaya
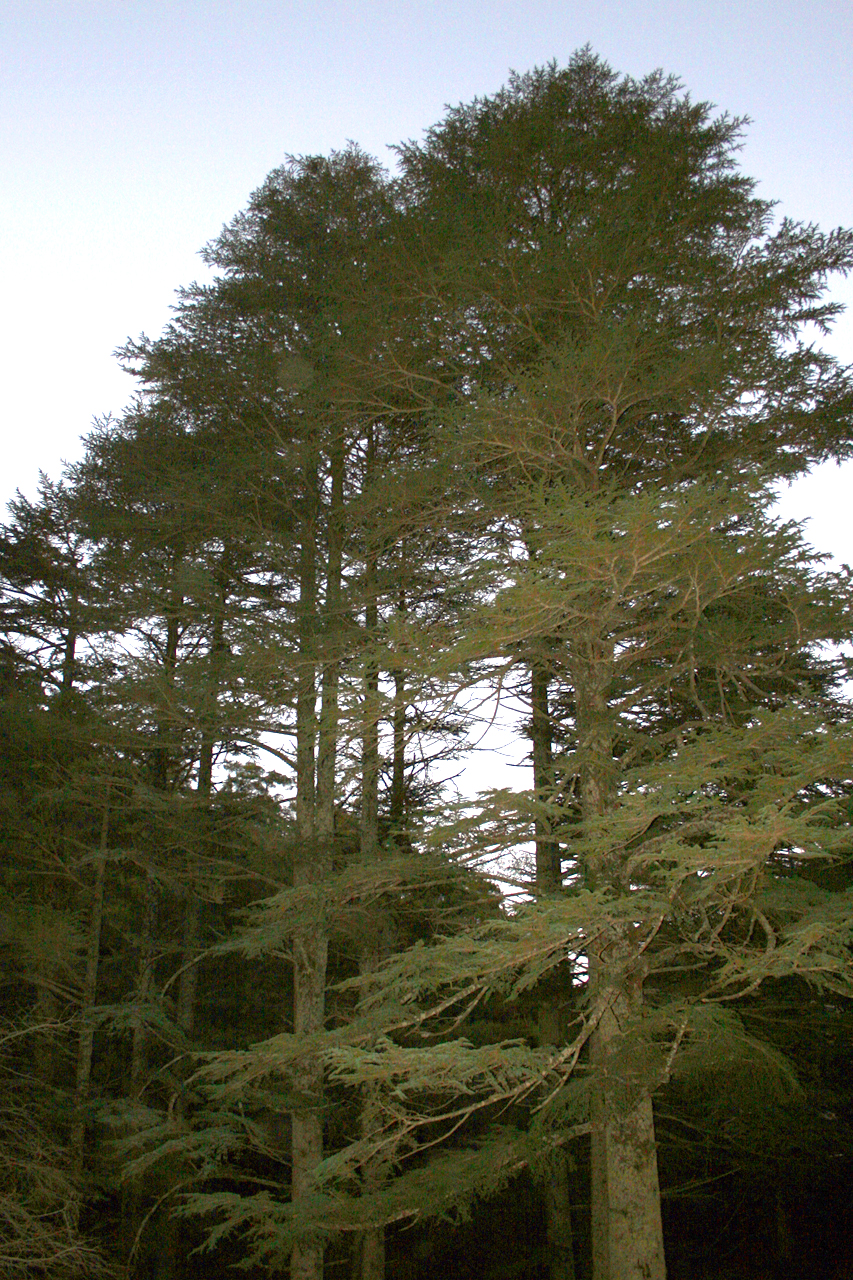
Cedro de Chipre

## Descripción
Los cedros son grandes árboles de 25 a 50 m de altura, en los que las hojas ―agujas perennes y cortas (de 2 a 4 cm), un poco puntiagudas, pero más largas (de 3 a 6 cm) y más flexibles en el caso del cedro del Himalaya― se reúnen en ramilletes sobre ramitas cortas. Su copa, afilada durante su juventud, toma una forma tabular característica a partir de los 30 años. Sus ramas son muy horizontales.
La piña hembra es ovoide oblonga, de 6 a 11 cm de largo y 4 a 6 cm de diámetro, de la que surgen piñones delgados, separándose antes de su caída del árbol. Las semillas triangulares tienen alas.
Los cedros pueden vivir más de 2000 años.

## Usos

### Árboles ornamentales
Los cedros han sido introducidos en Europa allí donde son ampliamente utilizados como árboles de ornamento en jardines y suelen cultivarse en climas templados. [donde las temperaturas invernales no descienden por debajo de -25 °C aproximadamente. El cedro turco es algo más resistente, hasta -30 °C o incluso menos. En inviernos rigurosos, cuando las temperaturas son más bajas, puede producirse una gran mortalidad de los ejemplares plantados. Entre los lugares donde se cultiva con éxito el longaeval se encuentran la región mediterránea, Europa occidental al norte de las Islas Británicas, el sur de Australia y Nueva Zelanda, y el sur y oeste de Norteamérica.
Existen numerosas variedades hortícolas. Y son de uso en bonsái.
Una de las variedades más conocidas es el «cedro azul», Cedrus atlantica 'Glauca', que también existe con forma de sauce llorón: Cedrus atlantica 'Glauca pendula'.

### Madera

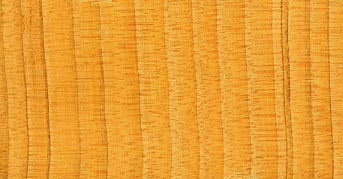
Madera de cedro.

La madera de cedro del Líbano fue profusamente utilizada como material de construcción en el Antiguo Egipto y ―según la Biblia― se utilizó para construir el primer Templo de Jerusalén, (posiblemente hacia el 976 a. C.).
Su madera tiene la cualidad de ahuyentar a insectos y gusanos, y un olor peculiar. El cedro ―erez en hebreo― es el árbol más citado de la Biblia.
Sin embargo, por ser una madera bastante frágil, su empleo en carpintería es muy limitado. Sus propiedades de imputridez lo hacen idóneo en la construcción naval y la fabricación de sarcófagos. Se usa en la construcción, sobre todo como recubrimiento de muros exteriores (bevel-siding) y para tejas de madera (shingles).
La madera noble de este árbol es útil para crear instrumentos musicales, como guitarras, de gran sonoridad y belleza, así como para confeccionar objetos artesanos (cofres, joyeros, etc.). También se usa habitualmente en la fabricación de lápices.

### Esencia y resina
El aceite natural aromático del cedro del Atlas tiene propiedades antisépticas.
No confundir este aceite con el «aceite de cedro» utilizado para la observación microscópica, extraído del enebro de Virginia, por eso llamado cedro de Virginia.
Los egipcios antiguos utilizaban la esencia del cedro en el proceso de embalsamamiento de momias.
La madera de cedro y el aceite de madera de cedro son repelentes naturales de las polillas, de ahí que el cedro sea un forro popular para arcas de novia y armarios en los que se guardan lanas. Este uso específico del cedro se menciona en La Ilíada, Libro 24, refiriéndose a la cámara de almacenamiento con techo o forro de cedro donde Príamo fue a buscar tesoros para utilizarlos como rescate. Los antiguos fabricaban aceite de madera de cedro a partir del cedro del Líbano, un cedro verdadero del género Cedrus. Sin embargo, la especie que se utiliza para los cofres y armarios de cedro modernos en Norteamérica es el Juniperus virginiana', y el aceite de madera de cedro se obtiene ahora normalmente de varios enebros y cipreses (de la familia Cupressaceae). El cedro también se utiliza habitualmente para elaborar hormas para zapatos porque puede absorber la humedad y desodorizar.
El aceite esencial aromático de cedro del Atlas contiene: sesquiterpenos: beta-himachaleno (48,03%), alfa-himachaleno (16,80%), gamma-himachaleno (10,24%), ar-himachaleno (0,50%), delta-cadineno (1,67%), alfa-cedreno (0,90%), alfa-calacoreno (0,68%), (E)-alfa-bisaboleno (0,59%) y cetonas sesquiterpénicas: (E)-alfa-atlantona (2,97%), (Z)-gamma-atlantona (0,83%), (E)-gamma-atlantona (2,43%), (Z)-alfa-atlantona (0,68%)

## Alergia al polen de cedro
El polen de cedro es bastante grande (90 a 50 µm) pero puede transportarse a largas distancias. No se sabe que sea alergénico. Cierta confusión se debe a que los anglosajones llaman cedros a muchos árboles que no lo son. En Japón está aumentando un nuevo tipo de alergia que afecta a varios millones de personas. Es causada por el que se llama incorrectamente cedro japonés (Cryptomeria japonica).

## Simbolismos
1. En la magia caldea: árbol protector de la acción de los malos espíritus.[18]
2. En China es denominado árbol del amor no desconfiable[19]
3. En la Edad Media se comentaba, que uno de los tres maderos de la cruz, el fabricado de cedro, representaba al Padre imperecedero[20]
4. Admitían que su fruta sirvió de alimento a Adán.
5. Al cedro lo nombraban la "vida de los muertos", pues el olor de su madera ahuyentaba de los sepulcros insectos y gusanos.
6. A decir de cierto personaje, Pitágoras preconizaba como una de las plantas más auténticas para enaltecer la divinidad fuera el cedro, junto al ciprés, la encina, el laurel y el mirto.
7. El cedro involucra el majestuoso signo de la inmortalidad, perdurabilidad, dignidad y pujanza.[21]
8. "El justo florecerá como la palmera; crecerá como cedro en el Líbano". (Salmos 92:12 RV 1960)

## Otros árboles denominados cedros
En ciertos países se suele llamar «cedro» (cedar, en inglés) a varias coníferas. La lista siguiente no es exhaustiva:
- Cedro blanco (Thuja occidentalis), la tuya del Canadá o tuya occidental.
- Cedro de Alaska (Cupressus nootkatensis, actualmente Callitropsis nootkatensis), el falso ciprés de Nootka.
- Cedro de Canarias (Juniperus cedrus).
- Cedro de China (Toona sinensis).
- Cedro de España (Juniperus oxycedrus) es una especie de enebro de España.
- Cedro de incienso o calocedro (Calocedrus decurrens), el libocedro de California.
- Cedro de San Juan, cedro de Goa o cedro de Bussaco (Cupressus lusitanica), es una especie de ciprés de México y Centroamérica.
- Cedro rojo japonés o criptomeria japonesa (Cryptomeria japonica).
- Cedro rojo occidental o tuya gigante (Thuja plicata).
- Cedro rojo oriental, cedro de Virginia o enebro de Virginia (Juniperus virginiana).
- Cedro de las Bermudas o enebro de Bermudas (Juniperus bermudiana), cuya madera es de un rojo más acusado y el aroma que desprende, más dulce, que el de su primo de Virginia.
- Cedro americano (Cedrela odorata). Una especie de meliácea del continente americano.
- Cedro misionero, ygary (también cedro rojo o cedro peludo en Honduras) (Cedrela fissilis)), pariente del cedro americano, de regiones tropicales de América Central y Sudamérica.

## Especies de reforestación
El cedro del Atlas se utilizó ampliamente en el siglo XIX, hacia 1860, para reforestar las laderas desnudas del Monte Ventoux y del Petit Luberon, en el sur del departamento de Vaucluse, en Francia, creando el mayor bosque de cedros de Europa Occidental tras una apuesta entre dos ingenieros forestales en 1863; el bosque de cedros crece en 500 hectáreas a 700 m de altitud, desde el monte Aigoual, y los Pirineos. En altitudes comprendidas entre 800 y 1000 m, forma actualmente rodales notables que se regeneran abundantemente.
En la década de 1990, se replantaron alrededor de 20000 hectáreas de cedros en el sur de Francia.

## Especies fósiles
Según The International Fossil Plant Names Index (IFPNI) (Índice Internacional de Nombres de Plantas Fósiles) (consultado el 11 de noviembre de 2023):
- Cedrus admirabilis
- Cedrus angusta
- Cedrus baltica
- Cedrus benstedii
- Cedrus contina
- Cedrus cornetii
- Cedrus crispa
- Cedrus cristata
- Cedrus deformis
- Cedrus densireticulata
- Cedrus deodariformis
- Cedrus dubia
- Cedrus elongata
- Cedrus hebridica
- Cedrus incurvata
- Cedrus insignis
- Cedrus janschinii
- Cedrus kazachstanica
- Cedrus laevigata
- Cedrus laxireticulata
- Cedrus leckenbyi
- Cedrus lennieri
- Cedrus leptoderma
- Cedrus libaniformis
- Cedrus longisaccata
- Cedrus lopatinii
- Cedrus lotharingica
- Cedrus magnisaccata
- Cedrus media
- Cedrus minuta
- Cedrus minutula
- Cedrus oblonga
- Cedrus obscura
- Cedrus pachyderma
- Cedrus parvisaccata
- Cedrus penzhinaensis
- Cedrus permira
- Cedrus piceiformis
- Cedrus piniformis
- Cedrus pusilla
- Cedrus radiostriata
- Cedrus rara
- Cedrus sauerae
- Cedrus undata
- Cedrus vivariensis

## Historia

Historia plantarum, de Teofrasto, edición de 1549 en italiano.

El árbol y la madera de cedro han sido conocidos desde la antigüedad. Un repaso a documentos y estudios diversos permite analizar el grado de conocimiento y uso de la madera en épocas diferentes.

### Mesopotamia
- 2100 a. La Epopeya de Guilgameix narra cómo el héroe corta un cedro..[24]

### Antiguo Egipto
- circa 2650 a. Según la piedra de Palermo, el faraón Snefru hizo llevar desde Líbano cuarenta barcos cargados de troncos de cedro.[25]

- circa 2500 a. Barca solar de Keops.[26][27][28]

- Barca de planchas de cedro cosidas.[29]

- 1130 a. Viaje accidentado del sacerdote Wenamun cuando iba a Líbano a comprar madera de cedro destinada al templo de su devoción.[30][31]

### Antigua Grecia
- Siglo IX a. C.. Odisea. La obra de Homero menciona la madera de cedro varias veces.[32] En particular en la sala del palacio de Troya.

- circa 287 a. C. Teofrasto.[33][34]

- c8aC. Diodoro de Sicilia menciona un barco de 280 codos hecho construir por el faraón Sesostris en madera de cedro.[35][36]

### Antigua Roma
- 79 d. Plinio el Viejo.[37][38]

### En al-Ándalus
- circa 1250. Ibn al-Awwam.[39]

### SigloXVI
- 1540. Gonzalo Pérez fue autor de una traducción de la Odisea, obra que menciona el cedro varias veces.[40]

### SigloXVII
- 1611. Sebastián de Covarrubias.[41]

- 1617. Miquel Agustí.[42]

### SigloXVIII
- 1727. El médico y botánico Bernard de Jussieu hizo llevar un cedro del Líbano desde Inglaterra y lo plantó en París.[43]
- 1781. Caja de cedro mencionada en castellano ("caja de cedro"). Para guardar objetos sagrados.[44]
- 1792. En castellano "caja de cedro dorada".[45]

### SigloXIX
A partir del siglo XIX hay muchas obras que tratan del cedro y de su madera, de forma cuidadosa y científica. Son interesantes las exposiciones sobre la aclimatación de algunos árboles importados y plantados en Europa en siglos anteriores. 
- 1806. Obra en francés que anuncia la facilidad de cultivo del cedro y sus ventajas.[46]
- 1831. Obra de silvicultura con un apéndice sobre el cedro del Líbano.[47]
- 1858. Armario de cedro puesto a la venta.[48]
- 1880. Manual de cultivo de árboles forestales. Incluyendo el cedro de Líbano.[49]

### SigloXXI
- 2001.[50]
- 2008.[51]